# Evangelische Kirche (Wettsaasen)

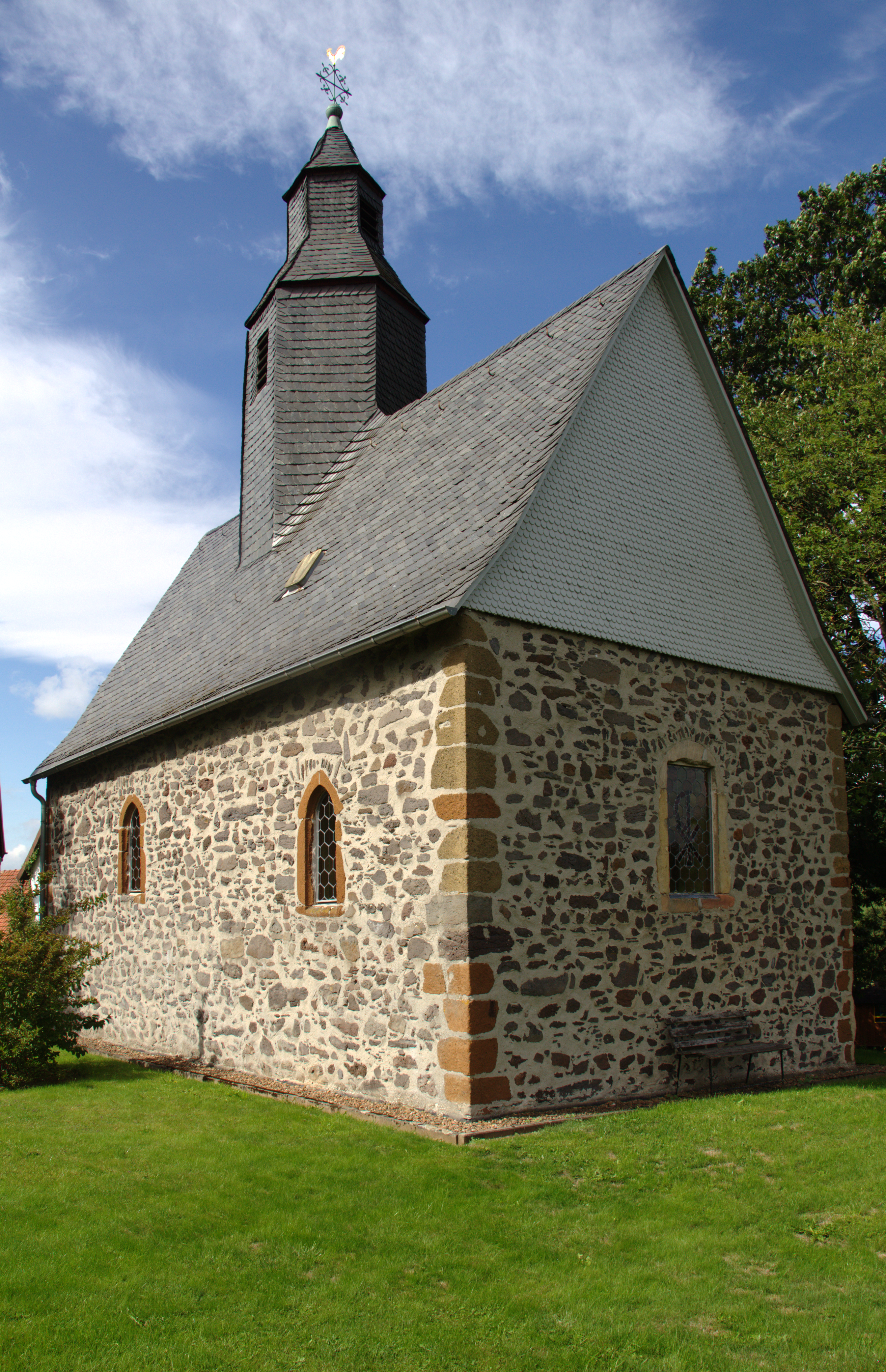
Evangelische Kirche Wettsaasen von Südosten

Die Evangelische Kirche Wettsaasen ist ein denkmalgeschütztes Kirchengebäude, das in Wettsaasen steht, einem Ortsteil von Mücke im Vogelsbergkreis in Hessen. Sie gehört zur Kirchengemeinde Nieder-Ohmen im Dekanat Vogelsberg in der Propstei Oberhessen der Evangelischen Kirche in Hessen und Nassau.

## Geschichte und Architektur
Die kleine gotische Saalkirche auf rechteckigem Grundriss wurde wahrscheinlich gegen Ende des 15. Jahrhunderts aus Bruchsteinen mit Eckquaderung am östlichen Ortsrand erbaut. Die beiden Giebeldreiecke sind mit weiß gestrichenem Holz verkleidet.
1740 fand eine Innensanierung statt. Nachdem das Gebäude baufällig geworden war, wurden 1750 die Außenmauer und das Dach erneuert. Im gleichen Jahr wurden auch die beiden Kirchenglocken angeschafft, die noch heute im Glockenstuhl des sechseckigen Dachreiters hängen, der sich aus dem Satteldach des Kirchenschiffs erhebt. Die größere der beiden Glocken musste zwar im Zweiten Weltkrieg abgeliefert werden, kam aber nach dem Krieg unbeschädigt vom Glockenfriedhof wieder zurück.

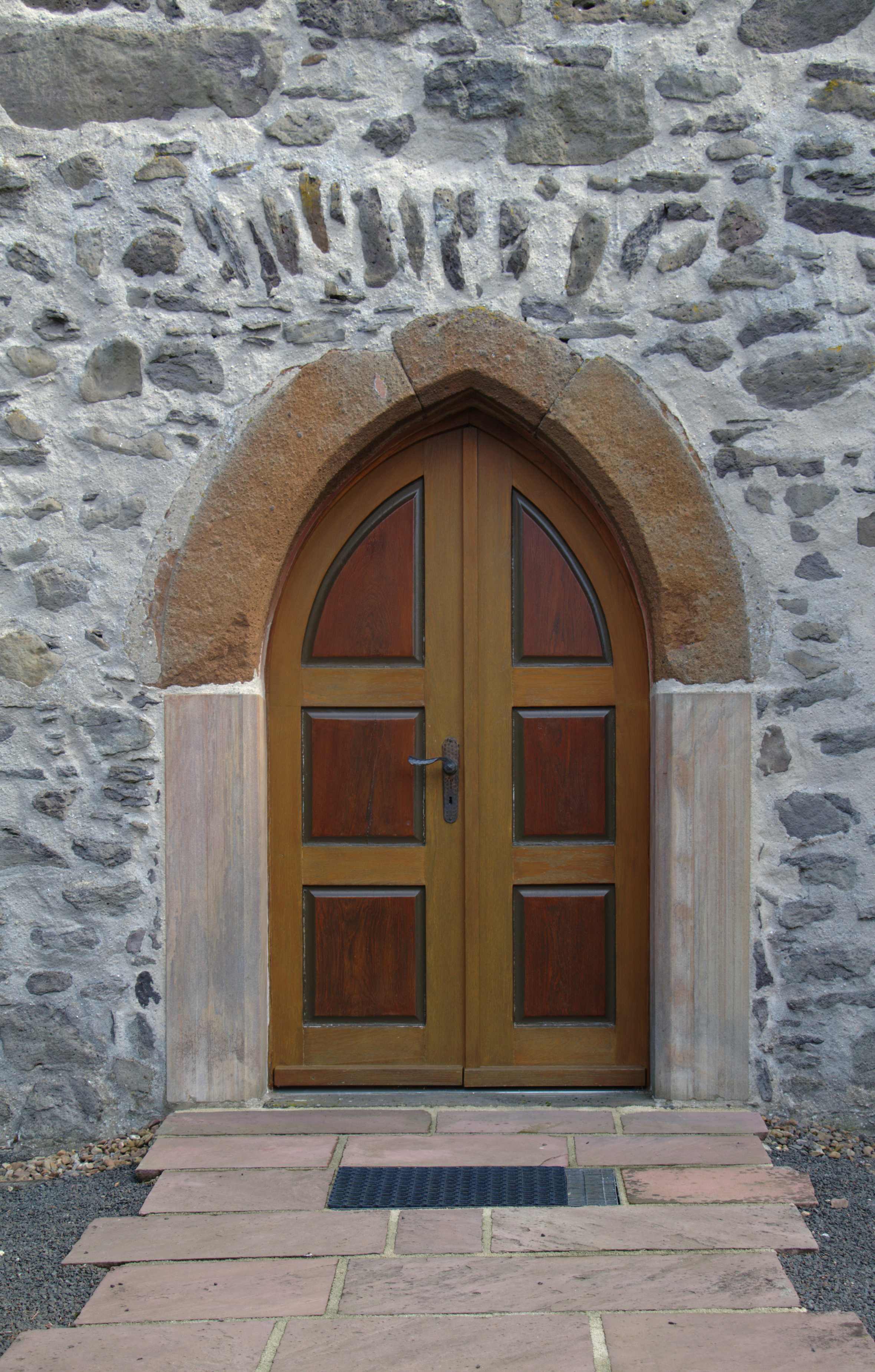
Westportal

Die Kirche wird durch ein zweiflügeliges, spitzbogiges Westportal erschlossen, dessen Sandsteingewände mit Fase im unteren Bereich erneuert wurde. Zur Belichtung des Innenraums sind zwei kleine Fenster mit stumpfen Spitzbogen und Gewänden aus Sandstein in die südliche Langseite und ein weiteres in die Nordseite eingelassen. Das Chorfenster wurde nachträglich in hochrechteckiger Form vergrößert, wie am Gewände zu sehen ist. Die blass-bunte Wabenverglasung wird von einem blauen Christusmonogramm ☧ beherrscht.

## Ausstattung
Der Innenraum ist mit einer Flachdecke überspannt, die längs auf einem Unterzug aufsitzt, der ursprünglich von zwei Stützen getragen wurde, von denen die östliche 1970 entfernt wurde. Unterhalb der Decke sind Ich-bin-Worte gemalt. An der Ostseite ist der Bibelvers aus Joh 15,5  zu lesen. Im Westen ist eine Empore mit einer roten Brüstung eingebaut. Ein großes Holzkreuz ist an der Südwand angebracht. An der östlichen Nordwand ist eine Kreuzigungsgruppe gemalt.
In der Südostecke ruht die polygonale, marmoriert bemalte Kanzel auf einem Holzpfosten. Das schlanke Altarkreuz auf dem schlichten Blockaltar hat ein Kruzifix des Dreinageltypus, die Kreuzesarme werden von einem Kleeblatt verziert. Das Kirchengestühl in roter Fassung lässt einen Mittelgang frei.
Die Gemeinde schaffte 1886 ein Harmonium an, das später durch ein kleines Orgelpositiv mit vier Registern ersetzt wurde und in der Nordostecke seinen Aufstellungsort fand.